# طعم دنفورث

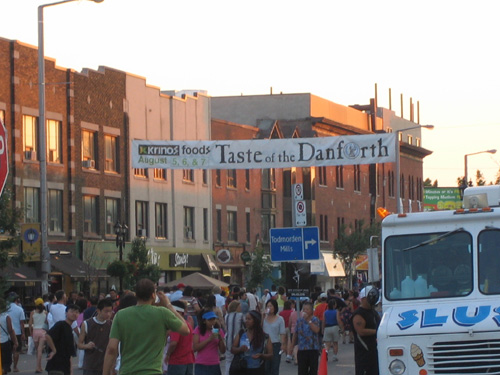

طعم دانفورث (انگلیسی: Taste of the Danforth) یک جشنواره سالانه در تورنتو، انتاریو، کانادا، در منطقه یونانی تاون در امتداد خیابان دنفورث به مدت سه روز در ماه اوت برگزار می‌شود که از طعم شیکاگو در شیکاگو، ایالات متحده آمریکا ایده و تأثیر گرفته‌است. این جشنواره در حال حاضر بزرگترین جشنواره خیابانی کانادا است. در سال ۱۹۹۳ شروع شد و در سال ۲۰۱۳ بیستمین سال برگزاری این رویداد را به پایان رساند که غذا و فرهنگ یونانی‌ها را جشن می‌گیرد.